# Lake Teardrop
Der Lake Teardrop ist ein kleiner Gletscherrandsee in den Denton Hills an der Scott-Küste im ostantarktischen Viktorialand. Er liegt in der Südostwand des Hidden Valley.
Teilnehmer einer von 1960 bis 1961 dauernden Kampagne im Rahmen der neuseeländischen Victoria University’s Antarctic Expeditions besuchten ihn im Dezember 1961 und benannten ihn deskriptiv nach seiner Form, die an eine Träne erinnert.